# Geschichte des Vereinigten Königreichs
Vorhergehende Geschichte Großbritanniens: Geschichte des Königreichs Großbritannien
Die Geschichte des Vereinigten Königreichs umfasst die Entwicklungen des Vereinigten Königreich Großbritannien und Irland sowie des Vereinigten Königreich Großbritannien und Nordirland vom Jahr 1801 bis zur Gegenwart. Durch den Act of Union von 1800 wurden die Königreiche Großbritannien und Irland zum Vereinigten Königreich von Großbritannien und Irland zum 1. Januar 1801 vereinigt. Irland entsandte rund 100 Abgeordnete in das House of Commons und 28 Peers in das House of Lords.

## Irland im Vereinigten Königreich
Im Act of Union 1800 war die Gleichberechtigung der Katholiken vorgesehen gewesen. Doch König Georg III. wehrte sich zunächst erfolgreich dagegen. Eine durch Daniel O’Connell angeführte Kampagne führte 1829 schließlich zur Aufhebung der diskriminierenden Gesetze und Katholiken war es nun erlaubt, ins Parlament gewählt zu werden. Seine Anstrengungen, die Act of Union aufzulösen, waren hingegen erfolglos.
In der Zeit von 1846 bis 1851 kam es in Irland aufgrund schlechter Kartoffelernten zur Großen Hungersnot, welche durch die damals herrschende wirtschaftspolitische Orthodoxie des laissez-faire noch verschärft wurde. In dieser Zeit verhungerten etwa 1 Million Menschen und etwa 2 Millionen wanderten aus. 1858 wurde die erste Untergrundarmee gebildet, die einen erfolglosen bewaffneten Aufstand durchführte.
Stattdessen begannen mehrere Gruppen, sich für Selbstverwaltung einzusetzen. Zwei „Home Rule“-Gesetze wurden durch die Regierung von William Ewart Gladstone ausgearbeitet, scheiterten aber 1886 und 1893 jeweils im Parlament. Die Meinungen in Irland waren geteilt, vor allem die protestantische Mehrheit in Ulster war dagegen.
Ein weiteres „Home Rule“-Gesetz wurde 1912 vom Unterhaus genehmigt, scheiterte aber im Oberhaus. Das Oberhaus hatte aber in der Zwischenzeit sein Vetorecht verloren und konnte das Gesetz nur um zwei Jahre verzögern. In Irland bildeten sich zwei feindlich gesinnte Untergrundarmeen, die mit großem Eifer Waffen importierten. Auf der einen Seite standen die katholischen Nationalisten, auf der anderen Seite die protestantischen Unionisten. Der Erste Weltkrieg ließ die Irlandfrage für einige Jahre in den Hintergrund rücken.
1916 wurde in Dublin die Irische Republik ausgerufen, 1919 wurde ein selbsternanntes irisches Parlament gebildet. Der Irische Unabhängigkeitskrieg dauerte von Januar 1919 bis Juni 1921. Im Englisch-Irischen Frieden von 1921 wurde die Bildung des Irischen Freistaats vereinbart. Nach und nach wurden sämtliche verfassungsrechtliche Bindungen zu Großbritannien aufgelöst, bis dann 1949 die Republik Irland gegründet wurde. Sechs Grafschaften in Ulster, die mehrheitlich protestantisch waren, blieben bei Großbritannien. Damit wurde aus dem Vereinigten Königreich von Großbritannien und Irland das Vereinigte Königreich von Großbritannien und Nordirland. Die offizielle Namensänderung erfolgte allerdings erst 1927.
Siehe auch den Hauptartikel Geschichte des Vereinigten Königreiches von Großbritannien und Nordirland

## Nordirland
Die protestantischen Nordiren, die stets gegen die Unabhängigkeit Nordirlands gewesen waren, fuhren mit der Unterdrückung der katholischen Minderheit fort. Die Grenzen der Wahlkreise wurden so gezogen, dass die Katholiken fast keine Vertreter in die Stadtverwaltungen entsenden konnten.
In den 1960ern versuchte der Erste Minister Terence O’Neill das diskriminierende System zu reformieren, stieß jedoch auf erbitterten Widerstand der fundamentalistischen Protestanten unter der Führung von Ian Paisley. Verschiedene gewalttätige Ausschreitungen führten zur Entsendung von britischen Truppen durch Innenminister James Callaghan. Der Schutz durch die Truppen wurde von der katholischen Bevölkerung zunächst begrüßt. Als jedoch am Blutsonntag in Derry dreizehn unbewaffnete Demonstranten durch Fallschirmtruppen getötet wurden, radikalisierte sich die katholische Minderheit. Dies war der Beginn des Nordirland-Konflikts.
Für 25 Jahre versank Nordirland in einen bürgerkriegsähnlichen Zustand, die IRA und verschiedene protestantische Untergrundbewegungen terrorisierten die Bevölkerung. Erst mit dem Karfreitagsabkommen von 1998 wurden die bewaffneten Auseinandersetzungen beendet. Doch die grundlegenden Gegensätze konnten bis heute nicht überwunden werden und der Konflikt könnte leicht wieder außer Kontrolle geraten.

## Britisches Weltreich und Commonwealth
Hauptartikel: Britisches Weltreich
Auf seinem Höhepunkt umfasste das British Empire fast zwei Fünftel der Erdoberfläche. Die Siedlerkolonien Australien, Neuseeland, Neufundland und Südafrika, wohin Millionen von Briten und Iren ausgewandert waren, konnten sich einen immer größeren Grad an Selbständigkeit sichern und wurden schließlich unabhängig. Nach der Unabhängigkeit von Indien und Pakistan (1947) wurde das Riesenreich innerhalb weniger Jahre aufgelöst. Es wurde durch das lockere Commonwealth ersetzt, dem die meisten ehemaligen Kolonien angehören. 13 ehemalige Kolonien haben sich dazu entschlossen, bei Großbritannien zu bleiben und den Status eines Überseegebiets anzunehmen. Dazu zählen u. a. Gibraltar, die Falklandinseln und Bermuda.

## Nachkriegszeit (1945–1951)
Nach dem Zweiten Weltkrieg wurde das Vereinigte Königreich zur Großmacht zweiter Ordnung und verlor nach und nach nicht nur sein Empire, sondern auch seine Vormachtstellung im Commonwealth.
Trotz des militärischen Sieges wurden die Konservativen bei der Unterhauswahl am 5. Juli 1945 1945 abgewählt und Clement Attlee wurde Premierminister (→ Kabinett Attlee I). Er begann einige Verstaatlichungen (Zivilluftfahrt-Gesellschaft, Bank von England, Kohlebergbau, Transportwesen, Gas- und Stromversorgung und – besonders umstritten – Eisen- und Stahlindustrie) und führte 1946 eine umfassende Sozialversicherungsgesetzgebung und den staatlichen Gesundheitsdienst (National Health Service) ein.
1947 schied Indien aus dem Empire aus und das Vereinigte Königreich trat auf Drängen der USA dem GATT bei. Ab 1948 erhielt es dann Finanzhilfen aus dem Marshallplan. Im selben Jahr gab es die Verwaltung des Mandatsgebietes Palästina ab und gab Ceylon und Birma (heute Myanmar) die Unabhängigkeit. Ebenfalls 1948 wurde das Prinzip one man one vote eingeführt und das Doppelwahlrecht für Eigentümer und Akademiker, die Möglichkeit in zwei verschiedenen Wahlkreisen zu wählen, abgeschafft.

Nach der Unterhauswahl am 23. Februar 1950 hatte Labour nur 5 Stimmen Mehrheit im Unterhaus. Am 25. Oktober 1951 fand eine vorgezogene Neuwahl statt.

### Konservative Regierungen (1951–1964)
Als die Konservativen mit Winston Churchill wieder den Premierminister stellten, ließen sie die Sozialgesetzgebung unangetastet und nahmen nur die Verstaatlichung der Eisen- und Stahlindustrie zurück. Es folgten Jahre wirtschaftlichen Aufschwungs mit hohen Wachstumsraten im Wohnungsbau. Die Krönungsfeierlichkeiten für Elisabeth II. 1953 standen für die Überwindung der Einschränkungen der Nachkriegsjahre, die auf der Insel etwa bei der Lebensmittelrationierung länger angedauert hatten als in der Bundesrepublik Deutschland.
Premierminister Anthony Eden ließ sich 1956 zusammen mit Frankreich wie in alten Zeiten des Empire auf das Abenteuer einer Besetzung des Sueskanalgeländes ein, doch zeigte sich, dass keine Politik mehr gegen den gemeinsamen Druck von Sowjetunion und USA möglich war. Eden trat im Januar 1957 zurück. Sein Nachfolger Harold Macmillan führte das Vereinigte Königreich 1960 in die EFTA und entließ eine ganze Reihe von Kolonien in die Unabhängigkeit (Ghana, Nigeria, Somalia, Tansania, Sierra Leone, Uganda, Kenia, Malaysia, Zypern und Jamaika). 1961 stellte er einen Beitrittsantrag in die EG (heute EU), der 1963 mit dem Veto von Charles de Gaulles abgelehnt wurde. MacMillans Nachfolger Alec Douglas-Home unterlag bei der Unterhauswahl im Oktober 1964 knapp dem Führer der Labour Party Harold Wilson.

### Von der Inflation zum Winter of Discontent (1964–1979)
Wilson wurde bald mit einer erheblichen Inflation und einer daraus resultierenden andauernden Schwäche des Pfund Sterling und einer Zunahme der Arbeitslosigkeit konfrontiert, die er weder durch Preisbeobachtung noch durch Einschränkung der Einwanderung aus Commonwealth-Staaten in den Griff bekam. Trotz Stützungsaktionen der im System von Bretton Woods kooperierenden Zentralbanken musste die britische Regierung das Britische Pfund am 18. November 1967 um 14,3 % abwerten.
Ihm gelangen mit der Abschaffung der Todesstrafe, der Reform des Oberhauses und Gesetzen gegen Rassendiskriminierung dauerhafte Reformschritte.
Überlegungen zur Einschränkung der Macht der Gewerkschaften musste unter deren Druck angesichts ihres hohen Einflusses auf die Labour Party aufgeben. Unruhen in Nordirland veranlassten ihn zu militärischem Eingreifen.
Der Regierungswechsel zu den Konservativen unter Edward Heath brachte keine Entspannung. So wurde am 3. August 1971 der Notstand ausgerufen. Die Freigabe des Wechselkurses des Pfundes führte zu einer Abwertung um etwa 20 %. Die Mitgliedschaft in der EG ab 1973 brachte keine unmittelbare Erleichterung. Die Übernahme der Regierungsverantwortung für Nordirland erforderte weiteres Krisenmanagement. Als im Januar die Energieversorgung in Schwierigkeiten geriet, musste zeitweise allgemein die Drei-Tage-Woche eingeführt werden. Weitere Schwierigkeiten brachte der Regierung der Bergarbeiterstreik durch die NUM, so dass sich Heath entschloss, das Unterhaus aufzulösen. Die Wahlen brachten aber keine klaren Mehrheitsverhältnisse, schließlich bildete wieder Harold Wilson ein Labourkabinett, aber als Minderheitsregierung.
Doch weder er noch sein Nachfolger James Callaghan konnten mit Preis- und Lohnkontrollen die Probleme lösen. Außerdem stieg die Arbeitslosigkeit 1977 mit 1,3 Mill. auf ihren Höchststand seit 1939. Der darauf folgende Streikwinter (Winter of Discontent) führte zur Abwahl Callaghans.

### Die Ära Thatcher (1979–1990)

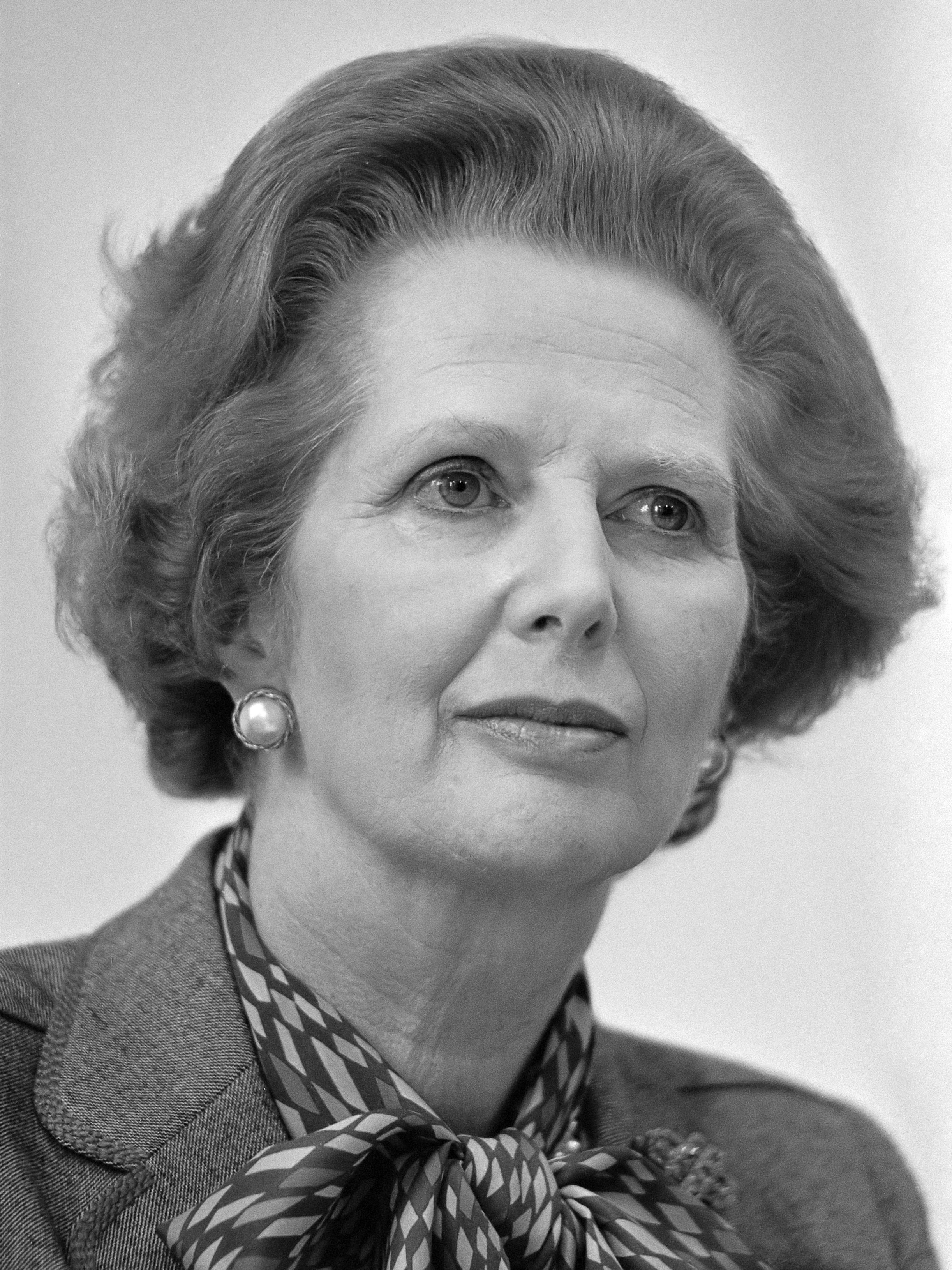
Margaret Thatcher

Margaret Thatcher, der erste weibliche Premier des Vereinigten Königreiches, orientierte sich in ihrer Wirtschaftspolitik an USA-Präsident Ronald Reagan mit einer sehr unternehmerfreundlichen Wirtschaftspolitik und bekämpfte konsequent die Macht der Gewerkschaften. Nach dem Sieg im Falklandkrieg 1982 gewann ihre Partei die Unterhauswahl am 9. Juni 1983 mit großem Vorsprung vor der Labour Party. Thatcher hatte genügend Rückhalt im Parlament und in der Bevölkerung, um einen einjährigen Bergarbeiterstreik unter dem Führer Arthur Scargill am 3. März 1985 siegreich zu beenden und danach die Rechte der Gewerkschaften durch eine scharfe Gesetzgebung erheblich zu beschneiden. Auch die Unterhauswahl 1987 gewann sie. Mit der Einführung eines neuen Kommunalsteuersystems, der poll tax überbeanspruchte Thatcher aber die Loyalität ihrer Parteiangehörigen. Nach mehreren Rücktritten von Kabinettsmitgliedern und dadurch erzwungenen Regierungsumbildungen trat Thatcher am 22. November 1990 zurück. Damit endete nach über elf Jahren die längste fortlaufende Regierungszeit eines Premierministers von Großbritannien seit den Napoleonischen Kriegen.
Ihr Nachfolger John Major blieb trotz solider Arbeit in ihrem Schatten, war zeitweise aufgrund Inflation und Arbeitslosigkeit der unbeliebteste Premier der Nachkriegszeit (14 % in Umfrageergebnissen). Die Tories erlitten aufgrund einer Reformentwicklung der Labour Party – unter Neil Kinnock, John Smith und Tony Blair – zu New Labour bei der Unterhauswahl am 1. Mai 1997 eine schwere Wahlniederlage.

### New Labour (ab 1997)

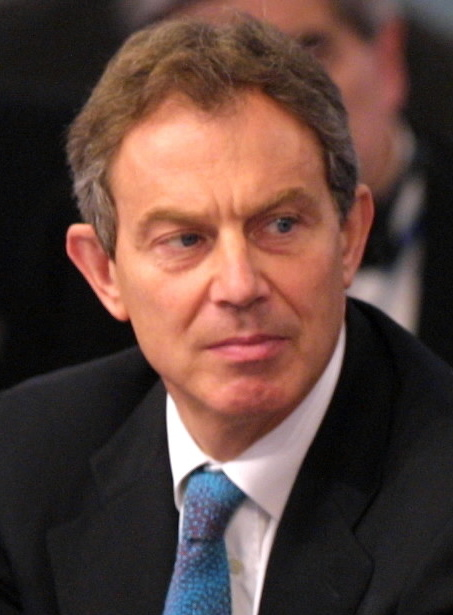
Tony Blair

Tony Blair führte zwar einerseits Arbeitsbeschaffungsprogramme und Mindestlöhne ein, doch betrieb er daneben auch industriefreundliche Deregulierung, so auch eine größere Unabhängigkeit der Bank of England. Populär machte er sich auch durch seine rasche Reaktion auf den Tod der beliebten Prinzessin Diana, der queen of hearts, besonders da die königliche Familie dem Volk befremdliche Zurückhaltung übte.
Erfolge waren auch seine Einführung von Regionalparlamenten in Schottland und Wales 1999 und das Nordirlandabkommen vom 10. April 1998. Dass dies kein dauerhafter Erfolg war, sondern am 11. Februar 2000 wieder die direkte Herrschaft der Londoner Regierung eingeführt werden musste, tat seiner Popularität allerdings weniger Abbruch als seine bedingungslose Zustimmung zum zweiten Golfkrieg, der von US-Präsidenten George W. Bush als Anti-Terrorkrieg ausgerufen wurde. Denn die Bevölkerungsmehrheit war eindeutig gegen den Krieg eingestellt. Dennoch konnte er sich sowohl bei nationalen Wahlen wie auch gegen seine innenparteilichen Konkurrenten weiterhin durchsetzen. Die Regierungsgeschäfte hat Tony Blair am 27. Juni 2007 an Gordon Brown übergeben. Dessen Amtszeit war zunächst von einer Reihe von Skandalen überschattet, in dem es wiederholt um Nachlässigkeiten im Umgang mit sensiblen Daten britischer Bürger ging.

### Sieg der Konservativen und EU-Referendum (ab 2010)

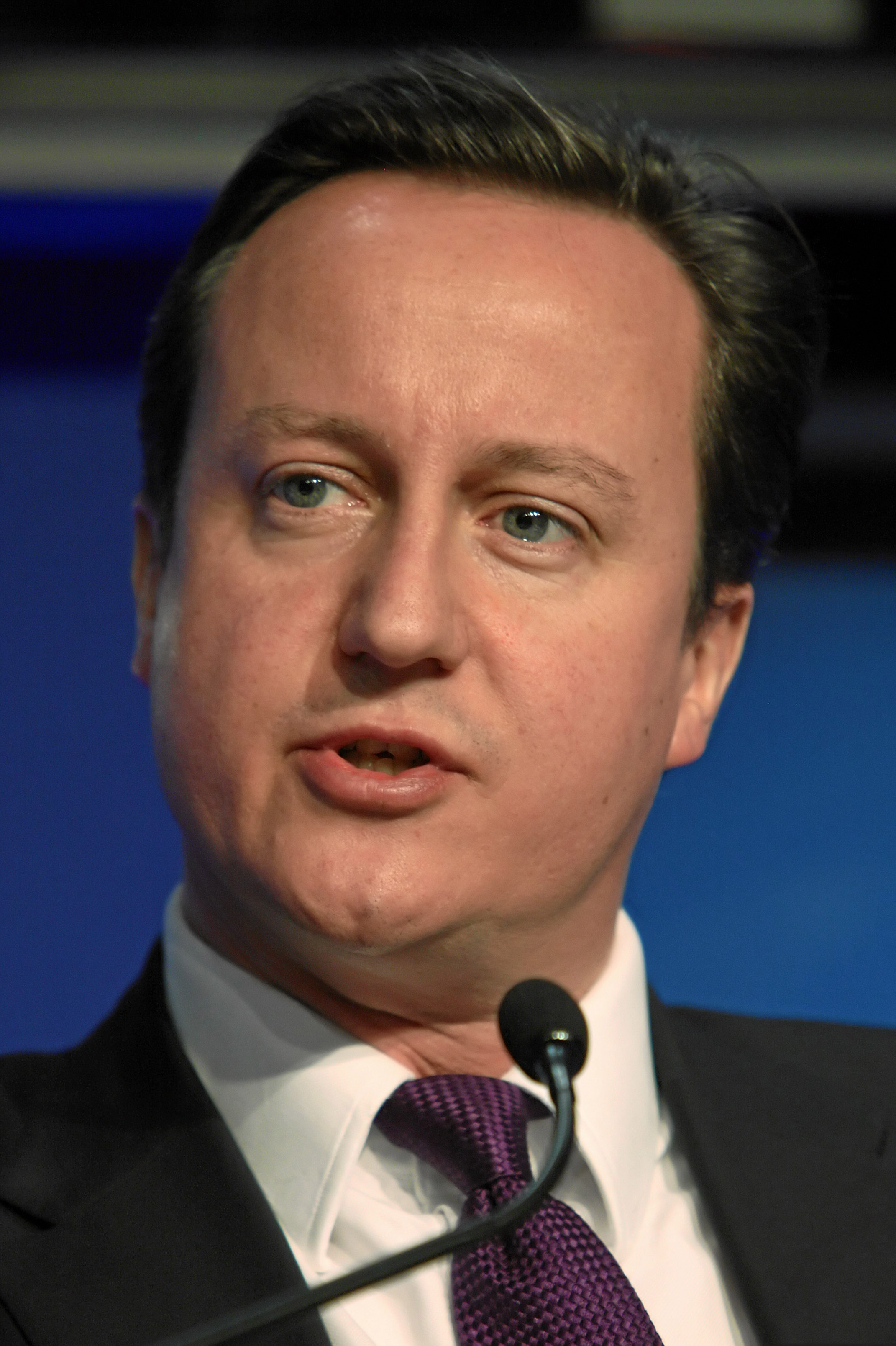
David Cameron

Nach den Unterhauswahlen 2010 verlor Labour die Mehrheit an die oppositionellen Tories, die allerdings keine absolute Mehrheit an Sitzen erreichen konnten, daraufhin ging der Vorsitzende der Tories David Cameron eine für britische Verhältnisse ungewöhnliche Koalition mit den Liberaldemokraten unter Nick Clegg ein und wurde am 11. Mai 2010 schließlich neuer britischer Premierminister, Clegg Vizepremier.
Bei der Unterhauswahl am 7. Mai 2015 erreichten die Konservativen unter Führung von Cameron entgegen allen Prognosen und Meinungsumfragen vor der Wahl knapp die absolute Mehrheit der Parlamentssitze (bei einem Stimmenanteil von 36,9 %). Cameron konnte nach der Wahl eine nur aus Konservativen bestehende neue Regierung bilden.

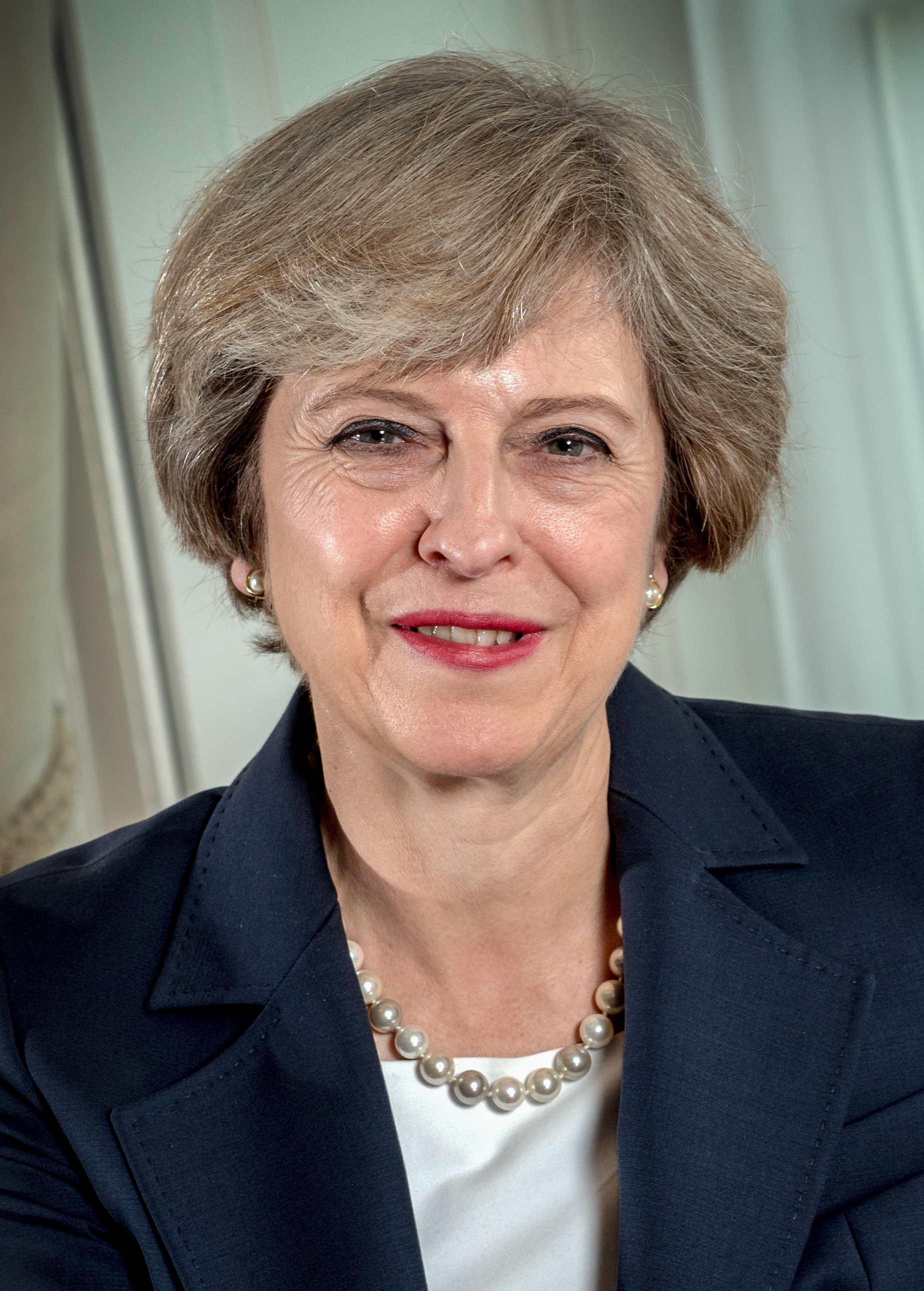
Theresa May

Über den weiteren Verbleib Schottlands  im Vereinigten Königreich fand am 18. September 2014 ein Referendum statt, in dem die Zugehörigkeit zum Vereinigten Königreich bestätigt wurde.
In einem Referendum über den Verbleib des Vereinigten Königreichs in der Europäischen Union stimmten am 23. Juni 2016 51,9 Prozent der Abstimmenden für einen Austritt aus der Europäischen Union. David Cameron erklärte seinen Rücktritt bis Oktober.

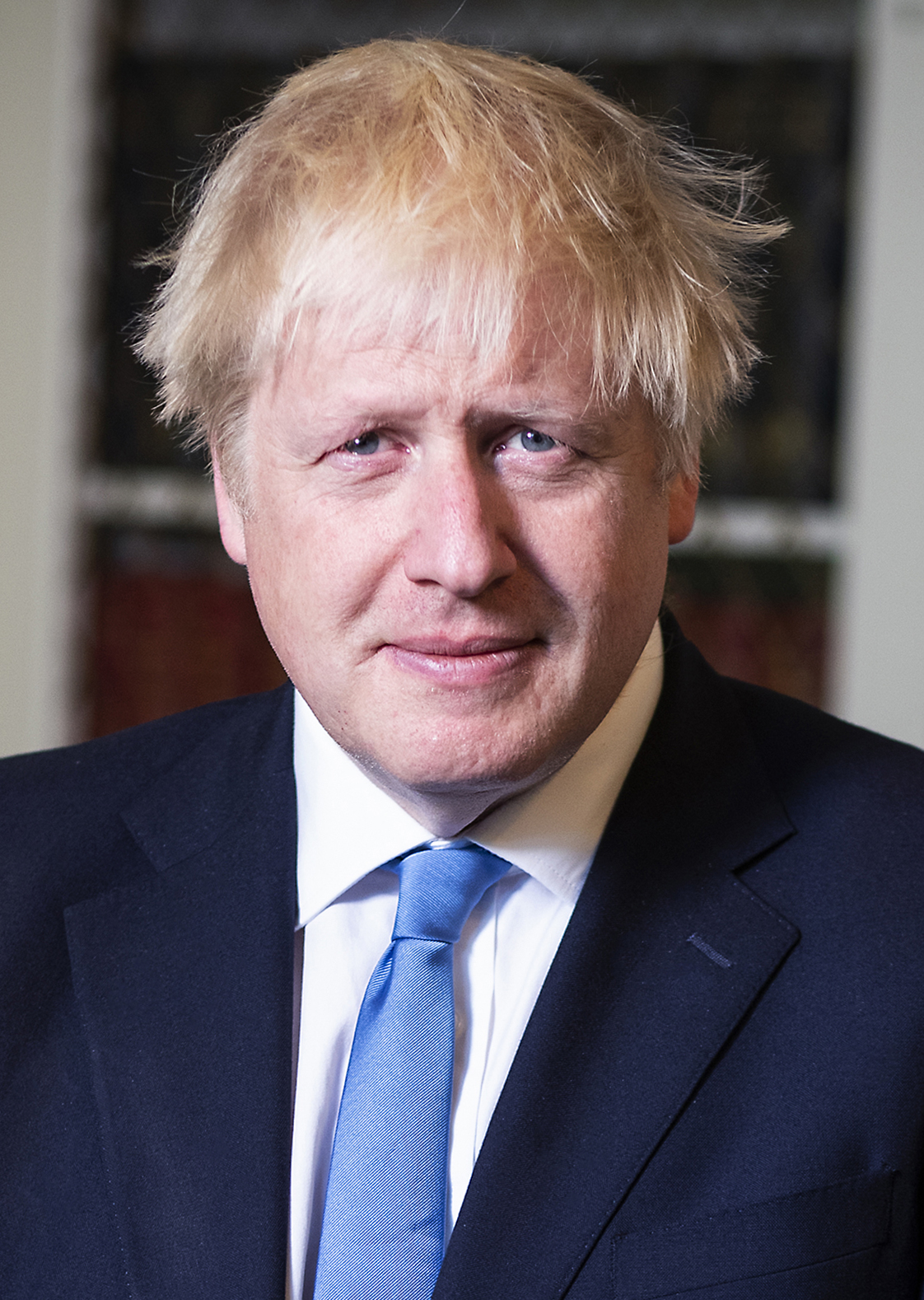
Boris Johnson (2019)

Schließlich übernahm bereits am 13. Juli seine Parteifreundin Theresa May die Regierungsgeschäfte. Seit Juni 2017 steht sie dem Kabinett May II vor.
Weil es May nicht gelang, mit der Europäischen Union eine Regelung für den Brexit auszuhandeln, folgte ihr der energische Brexit-Befürworter Boris Johnson als Premierminister nach. In der Unterhauswahl vom 12. Dezember 2019 gelang es ihm, den größten Wahlerfolg der Konservativen seit 1987 zu erreichen.